# Terrakottahæren
Terrakottahæren (kinesisk: 兵馬俑, bīngmǎyǒng) er et arkæologisk fund på ca 15.000 udgravede terrakottamodeller af soldater og heste i fuld størrelse, placeret i militær formation. Fundet blev gjort omkring to kilometer øst for Kinas første kejser Qin Shi Huangs (260-210 f.Kr.) grav. Terrakottahæren, som er en del af Qin Shi Huangdis mausoleum, ligger i Lintong cirka 30 kilometer øst for det centrale Xi'an i Shaanxi-provinsen i Kina. Terrakottahæren er opdelt i tre huller, hvor man i det største af dem, har 8.000 soldater. Et fjerde, tomt hul er fundet i tilslutning til de øvrige huller, hvilket indikerer at gravkomplekset aldrig blev gjort færdigt. Alle soldaterne er dog heller ikke gravet ud, da man mener at det kun er en lille del man har udgravet. Ved hjælp af skannere, har man i jorden set omrids af mange flere. Alle soldater i Terrakottahæren er unikke og repræsenterer forskellige militære rangtrin.
Under gravning af en brønd i 1974, fandt nogle bønder Terrakottahæren, hvilket blev en af 1900-tallets største arkæologiske opdagelser. Fundet var en stor overraskelse, da Terrakottahæren ikke er nævnt i nogen historiske kilder. Qin Shi Huangdis mausoleum, som Terrakottahæren indgår i, er på UNESCOs Verdensarvsliste. Siden 1979 har Terrakottahæren været tilgængelig for offentligheden på museet for Qin Shihuangs mausoleum uden for Xi'an.

## Qin Shi Huangdis mausoleum
Den første kejsers grav, der ligger lige nord for bjerget Lishan cirka 30 kilometer øst for det centrale Xi'an, er et meget stort gravkompleks. I midten findes kejserens grav, som ikke er udgravet, under en stor, flad jordpyramide med flad top. Rundt om graven er der en gravgård på omkring to kvadratkilometer, hvor der er gjort mange fund, der menes at have været til kejserens efterjordiske liv. I gravgården har man blandt andre fundet terrakottaakrobater, rustninger og hjelme af sten, samt to sæt hestevogne med heste af bronze i halv skala. De befandt sig i huller, hvis konstruktion ligner Terrakottahærens. Selve Terrakottahæren befinder sig uden for den egentlige gravgård, knap to kilometer øst for gravpyramiden.

## Historie
Qin Shi Huangdi var Kinas første kejser. Han samlede riget og grundlagde Qin-dynastiet efter den langvarig krig under de stridende staters tid (481-221 f.Kr.) sluttede. Da Qin Shi Huangdi døde i 210 f.Kr., blev han begravet i Kinas, gennem historien, mest storslåede gravkompleks. Gravpyramiden menes at kunne indeholde en af verdenshistoriens mest interessante arkæologiske fund. Terrakottahæren i nærheden af graven, menes at være kejserens militære forsvar i hans efterjordiske liv. Terrakottahæren blev plyndret, slået i stykker og brændt, sandsynligvis af Xiang Yu, nogle år efter den første kejsers død, i forbindelse med at Qin-dynastiet faldt i 206 f.Kr.
I 1974, på grund af tørke, gravede nogle bønder i Shaanxi-provinsen en ny brønd cirka to kilometer øst for den første kejsers gravpyramide. De fandt ikke vand, men de fandt keramikskår og bronzevåben. De havde fundet Terrakottahæren og dermed gjort 1900-tallets måske største arkæologiske fund. Opdagelsen, som er dateret marts 1974, tilskrives bonden Yang Jide, da det var ham, der rapporterede fundet til de lokale myndigheder. Den 1. oktober 1979 åbnede et museum for offentligheden, hvor hul nummer et blev fremvist; på det tidspunkt var 1.087 terrakottasoldater udgravet. Hul nummer tre åbnede for offentligheden i 1989, hul nummer to åbnede i 1994. Siden 1987 har Qin Shi Huangdis mausoleum, som Terrakottahæren er en del af, været på UNESCOs Verdensarvsliste.
Terrakottahæren er ikke nævnt i noget kendt historisk dokument, og samtlige udgravede terrakottafigurer har været ødelagt, når de blev gravet ud.

## Opbygning
Det totale antal terrakottafigurer anslås til cirka 8.000,, hvor af 200 er terrakottaheste, desuden cirka 60 vogne, der er udført i træ og er formuldede. Samtlige udgravede soldater har et unikt udseende,, men menes at være baseret på otte forskellige grundformer, og siden formet til individuelle udseender. En undersøgelse af størrelsen på Terrakottahæren ører, har vist at de alle er udført individuelt og at deres størrelsesvariation er i overensstemmelse med menneskeørers normale variation. Det er tænkeligt, eller måske endda sandsynligt, at terrakottasoldaterne portrætterer virkelige soldater fra Qinhæren.
Terrakottafigurerne er fysisk større end anden keramik, som er tilvirket før Qin-dynastiet. Figurerne er også hårdere end tidligere, og menes at have været brændt ved temperaturer på omkring 1.000 grader, og fremstillet af ler fra lokalområdet. Soldaterne vejer mellem 110 og 300 kg, og har en gennemsnitshøjde på 180 cm. Kroppen, hovedet og armene er hule, mens benene er massive. Kroppen, armene, benene og hovedet er fremstillet som separate dele, der siden er blevet sammenføjet. Detaljerigdommen og variationen på de forskellige soldater, er meget høj. Alle soldaterne er til sidst blevet markeret med navnet på håndværkeren, og i alt er indtil videre over 80 håndværkere blevet registreret.
Terrakottafigurerne var oprindelig farverigt malet, men mange af farverne er med tiden forsvundet. En del figurerer havde farve tilbage, da de blev gravet op, men farven blev hurtigt ødelagt, da figurerne blev udsat for luft. Ny teknik gør det dog muligt, at bevare farven. Tilstrækkeligt mange farveflager er fundet til at man har kunnet rekonstruere, hvordan soldaterne oprindelig har været farvelagt. Qinhæren var ikke farvelagt efter militær rang, og der forekommer en stor variation af farvekombinationer på alle militære niveauer. Man mener at have fundet syv militære trin i Terrakottahærens rangsystem, og sandsynligvis også i Qin-dynastiets hær: generaler, officerer på mellemniveau, bepanserede soldater, ubepanserede soldater, stridsvognførere, ryttere og bueskytter. Officererne er generelt gjort højere, for at markere rangforskellen.
Terrakottahæren er opdelt i tre huller, fem til syv meter under den nutidige jordoverflade. Hullerne er opdelt i forskellige korridorer, adskilt af jordvægge. Terrakottahæren står på et gulv af tegl. Taget, der var af træ, blev delvist holdt oppe af de mellemliggende jordvægge, men også af stående træsøjler. Mange trædetaljerne er ødelagt, dels af branden og dels af formuldning. Hele konstruktionen blev til sidst dækket med jord op til jordoverfladen.
Byggeriet af Qin Shi Huangdis mausoleum begyndte i 247 f.Kr. og varede i 38 år. Den mest intensive fase var fra 221 f.Kr. til 208 f.Kr. I slutfasen arbejdede i alt cirka 720.000 personer på Qin Shi Huangdis mausoleum. Man ved ikke hvor stor en andel af personerne, der arbejdede med Terrakottahæren.

## Våben
Store dele af Terrakottahærens våben er blevet stjålet, sandsynligvis i forbindelse med at Xiang Yu ødelagde gravkomplekset. Ikke desto mindre er tusindvis af våben blevet gravet frem, så som sværd, bajonetter, spydspidser, pilespidser og armbrøstmekanismer. En almindelig form for våben er pi, der er en 30 cm lang bajonet for enden af et tre meter langt skaft. Sværd var mindre almindelige og blev kun båret af officererne. Kun 17 sværd er indtil videre fundet ved Terrakottahæren. Sværdene har varierende længder på mellem 81 og 94 cm, og alle er fundet i hul nummer et. Armbrøstmekanismerne består af fire støbte detaljer. Pilespidserne til brug med armbrøsterne har et triangulært tværsnit og er meget skarpe. Pilespidser er det våben, som man har fundet flest af.
Materialet i våbnene viser, at det metallurgiske niveau under Qin-dynastiet var meget højt. Metallet i våbnene består primært af kobber, tin og bly. Mængden af grundstoffer varierer alt efter våbenet de indgår i. For eksempel har sværdene den højeste andel af tin (21 procent), hvilket giver dem en forøget hårdhed. Materialet i sværdene indeholder krom, som gør at de efter mere end 2.200 år i jorden, stadig er i meget god stand, og stadig er skarpe og blanke. En del våben har også navneinskriptioner, der fortæller hvilken myndighed, der har haft ansvaret for fremstillingen. En stor del af våbnene har ingen tegn på brug, hvilket tyder på at de blev fremstillet eksklusivt til Terrakottahæren.

## Fundsteder
Terrakottahæren blev fundet i tre forskellige, nærtliggende huller. Af i alt cirka 8.000 terrakottasoldater, har man indtil videre udgravet cirka 2.000 soldater.

### Hul nummer et
Hul nummer et er det største. Det har en rektangulær form, er 230 meter langt i østvestlig retning og 62 meter langt i nordsydlig retning, samt fem meter dybt. Fem skrånende gange fører ned til hullet fra både øst- og vestsiden. I fronten, den østlige side, er der placeret 204 bueskytter. I geledderne bagved var der i alt 30 stridsvogne, hver trukket af fire heste. Blandt stridsvognene er der også flere tusinde bepanserede og ubepanserede soldater. Hele hovedstyrken er vendt mod øst. Ved yderkanterne står soldater henholdsvis vendt mod nord, syd og vest, for at beskytte flankerne. I alt menes der at være cirka 6.000 soldater i hullet. Det var den første del af Terrakottahæren, der blev fundet.

### Hul nummer to
Hul nummer to blev fundet i 1976 og befinder sig cirka 20 meter nord for østenden af hul nummer et. Hullet er L-formet, med en udstikkende del mod øst, i det nordøstlige hjørne. Hullet er opdelt i fire militære styrker. I den nordøstlige del er der 332 bueskytter, alle vendt mod øst. 160 af bueskytterne ligger på knæ og er placeret i fire kolonner, i midten omringet af de øvrige, stående bueskytter. I den sydlige del findes 64 stridsvogne fordelt på otte kolonner. De trækkes hver af fire heste, flankeret af tre soldater, og alle vender mod øst. Midten af hullet består af stridsvogne i fronten, efterfulgt af fodfolk og ryttere. Den nordlige del består kun af i alt 108 ryttere. Hver rytter står foran sin opsadlede hest, med tømmerne i højre hånd og flitsbuen i venstre.
De fire grupper i hul nummer to kunne agere individuelt og også i en samlet gruppe, hvilket viser den unikke militære strategi, som Qinhæren anvendte.

### Hul nummer tre
Hul nummer tre er det mindste af de tre huller, og befinder sig cirka 25 meter nord for hul nummer et og vest for hul nummer to. Kun 68 soldater og en stridsvogn trukket af fire heste, findes i hullet. Hullet er U-formet og dækker 520 kvadratmeter. Hullet er hærens kommandopost og er velbeskyttet af de øvrige styrker. I nord- og syddelen af hullet befinder 64 bepansrede soldater sig, vendt mod hinanden med ryggen mod ydervæggene, og bevæbnet med særlige våben, som indikerer at de er vagter og ikke kampsoldater.

### Hul nummer fire
Mellem hul nummer to og tre, fandt man i 1977 et fjerde hul. Hullet indeholdt ingen terrakottafigurer, men var tomt. Det er et indicium, der støtter en teori om, at hele gravkomplekset, herunder selve graven, aldrig blev gjort helt færdigt efter den første kejsers død.

## Forskning
Fundet af Terrakottahæren har bidraget med mange historiske oplysninger om tiden før de stridende stater og om Qin-dynastiet. Især hvordan det militære forsvar var opbygget, men også en hel del om industrialiseringen og standardiseringen, som kendetegnede Qin-dynastiet.
En stor del af de fundne våben blev fremstillet i årene 232-228 f.Kr., inden Qin vandt krigen og samlede Kina. Bladklingerne på våbnene er markeret med fremstillingsår, håndværkeren og den tilsynsførende. Visse våben har også skader fra anvendelse, hvilket til sammen stærkt taler for, at Terrakottahærens våben er repræsentative for dem, der blev anvendt af Qin. Terrakottahæren menes at være opstillet i en for Qin typisk krigsformation, gældende både kavaleri, stridsvogne, bueskytter og fodfolk. Man har kunnet drage mange slutninger om, hvordan Qin handlede militært og hvad der gjorde, at Qin kunne vinde den store krig under de stridende staters tid. Forskerne har også fået et godt billede af, hvordan de enkelte soldater var udrustet.
Analyser af våbenmaterialerne viser, at pilespidserne blev fremstillet i forme med ethundrede stykker ad gangen. Analyserne har også vist, at den kemiske sammensætning har været tilpasset våbentypen. Mekanismen til armbrøsterne er helt standardiseret, så de enkelte dele kan udskiftes ved en eventuel reparation. Det samme gælder hjul og aksler på stridsvognene, der har standardiserede mål, for let at kunne udskiftes.

## Museum
Udgravningerne af Terrakottahæren findes på kejser Qin Shihuang-museet. Hul nummer et, to og tre fremvises i tre udstillingshaller. Desuden er der en udstillingshal, hvor fund fra gravens nærområde vises, samt en biograf med informationsfilm. En bus kører mellem Terrakottahæren og det egentlige gravområde, der indgår i museet. Siden 2010 har turister ikke måttet klatre op på selve gravpyramiden. Ved siden af graven er der nogle udgravninger, som er tilgængelige. Museet har været besøgt af dronning Elizabeth 2. af Storbritannien (1986), USA's præsident Bill Clinton (1998) og den russiske præsident Vladimir Putin (2004). I 2006 havde museet 2,6 millioner besøgende, og antallet er stigende.
Enkelte terrakottafigurer udstilles på en række andre museer, så som Shaanxis historiske museum i Xi'an og Kinas nationalmuseum i Beijing. Terrakottafigurer udlånes også til midlertidige udstillinger. For eksempel blev der i 2007 udstillet terrakottasoldater på The British Museum i London, i 2010 var dele af hæren udstillet på Östasiatiska museet i Göteborg og i 2015 udstilles ti soldater og 110 andre genstande på Moesgaard Museum i Århus.

## Portrætter af terrakottasoldater
- General
- Officer på mellemniveau
- Bueskytte
- Rytter